# Всеволод (Матвиевский)
Епи́скоп Все́волод (в миру Влади́мир Па́влович Матвие́вский укр. Володимир Павлович Матвієвський; род. 28 июля 1942, Новофастов, Погребищенский район, Винницкая область, Украинская ССР) — епископ Православной церкви Украины (с 2019).
Ранее — епископ Украинской православной церкви Киевского патриархата, епископ Славянский, викарий Донецкой епархии (2009—2018).

## Биография
Родился 28 июля 1942 года в Новофастово, в Винницкой области в семье псаломщика.
В 1959 году окончил среднюю школу в Новофастово, а в 1961 году — Техническое училище в городе Донецке. С 1962 года (с перерывом в четыре года, когда служил срочную службу на флоте) работал на шахтах Донецка.
В 1975 году окончил Донецкий горный техникум. После выхода на пенсию, работал преподавателем горных машин и автоматики в горном техникуме.
В 1995 году епископом Донецкий и Луганским Изяславом (Карга) был хиротонисан в сан диакона и позднее — во пресвитера. Назначен настоятель Покровского прихода в Луганске.
С 1996 по 2002 год был секретарём Донецкого епархиального управления.
В 1999 году окончил Киевскую духовную семинарию (УПЦ КП). В январе 2003 года назначен секретарём Луганского епархиального управления.
5 февраля 2003 года епископом Донецким и Мариупольским Юрием (Юрчиком) был пострижен в монашество с именем Всеволод. 9 марта 2003 года по благословению патриарха Филарета (Денисенко) был возведён в достоинство архимандрита.
28 марта 2003 года во Владимирском кафедральном соборе в Киеве был хиротонисан во епископа Луганского и Старобельского. Хиротонию совершили: Предстоятель УПЦ КП Филарет (Денисенко), архиепископ Житомирский и Овручский Изяслав (Карга), епископ Переяслав-Хмельницкий Димитрий (Рудюк) и епископ Славянский Сергий (Горобцов).
21 октября 2009 года решением Священного синода УПЦ КП был назначен епископом Славянским, викарием Донецкой епархии.

## Награды
- Орден Святого Николая Чудотворца (23 января 2012[3])
- Орден святого равноапостольного князя Владимира Великого III степени (23 января 2004)